# Інамбу перуанський
Інамбу перуанський (Nothoprocta taczanowskii) — вид птахів родини тинамових (Tinamidae). Птах поширений у Андах у південному Перу Вид названий на честь польського зоолога Владислава Тачановського.

## Опис
Тіло темного забарвлення з дрібними світлими цяточками. Голова та шия сірі. Груди сірі з вохристими плямами. Молодь має більш руде забарвлення. Сягає 36 см завдовжки.

## Спосіб життя
Птах населяє високогірні луки та пасовища на висоті 2700-4000 м. Полюбляє їсти коренеплоди, особливо картоплю. Розмножується двічі на рік: у травні та жовтні. Яйця насиджує самець. У кладці можуть бути яйця від 4 різних самиць. Гніздо будує на землі.